# Lajos von Simonkai
Lajos von Simonkai ( Ludwig Philipp Simkovics), (Ludovico Simonkai) (* 1851- 1910) fue un botánico húngaro.
Fue colector de flora del "Herbario nacional de Bélgica". 
- La abreviatura «Simonk.» se emplea para indicar a Lajos von Simonkai como autoridad en la descripción y clasificación científica de los vegetales.[1]